# Vroutek
Vroutek (deutsch Rudig) ist eine Stadt im Okres Louny in Tschechien.

## Geographie
Die Stadt liegt in Westböhmen, sechs Kilometer südwestlich von Podbořany (Podersam), rechtsseitig des Baches Podhora in den südöstlichen Ausläufern des Duppauer Gebirges am Übergang zum Rakonitzer Bergland. Durch die Stadt führt die Staatsstraße 226 zwischen Podbořany und Chyše sowie die Eisenbahnstrecke von Ústí nad Labem nach Plzeň. Südlich befindet sich der Stausee Vidhostice.
Nachbarorte sind Buškovice (Puschwitz) und Podbořany im Norden, Valov im Nordosten, Kryry im Osten, Mukoděly im Südosten, Vidhostice im Süden, Lužec, Vesce und Drahonice im Südwesten, Skytaly, Dvorek und Dětaň im Westen sowie Dvérce und Kružín im Nordwesten.

## Geschichte

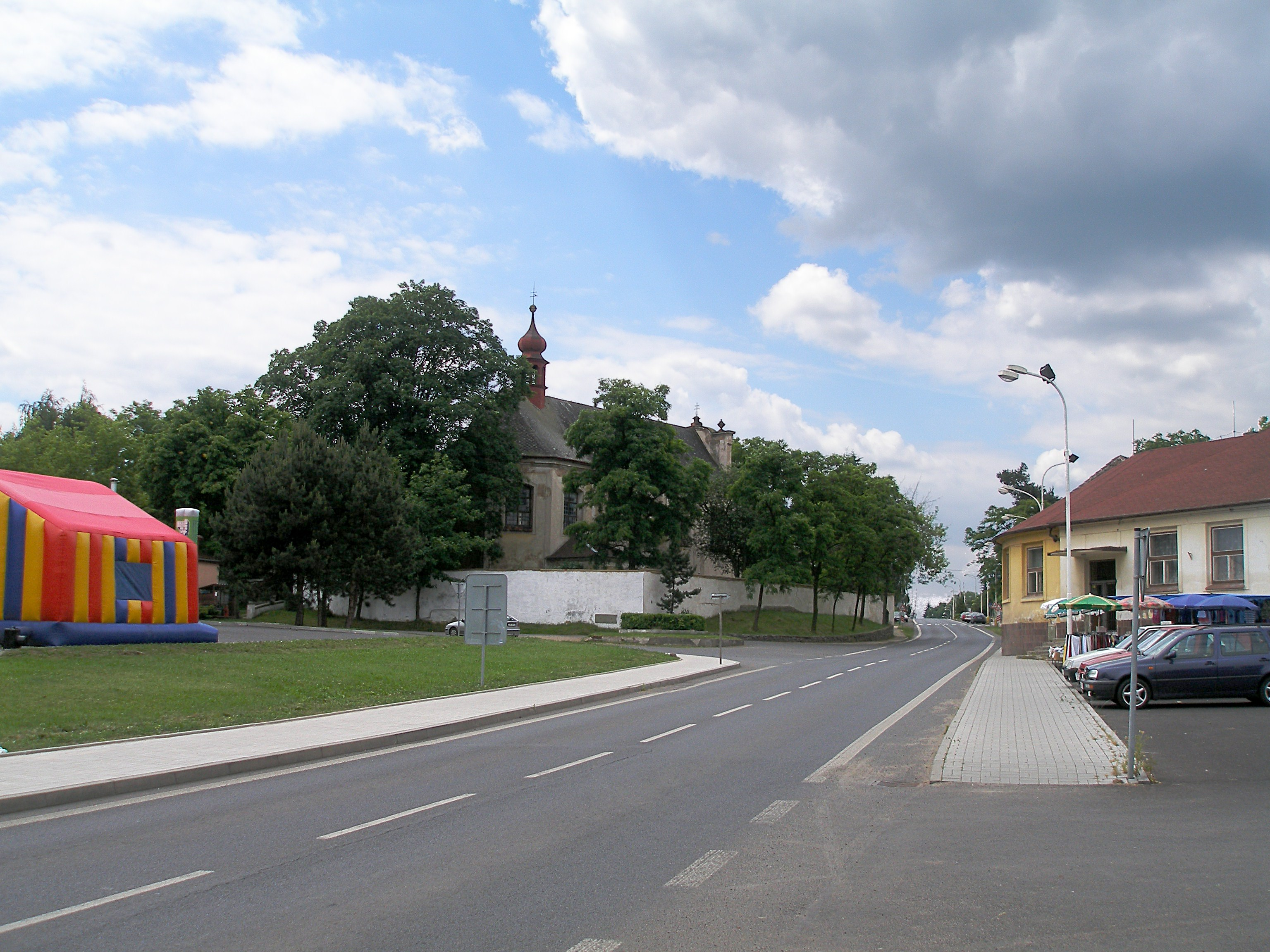
Ortsdurchfahrt

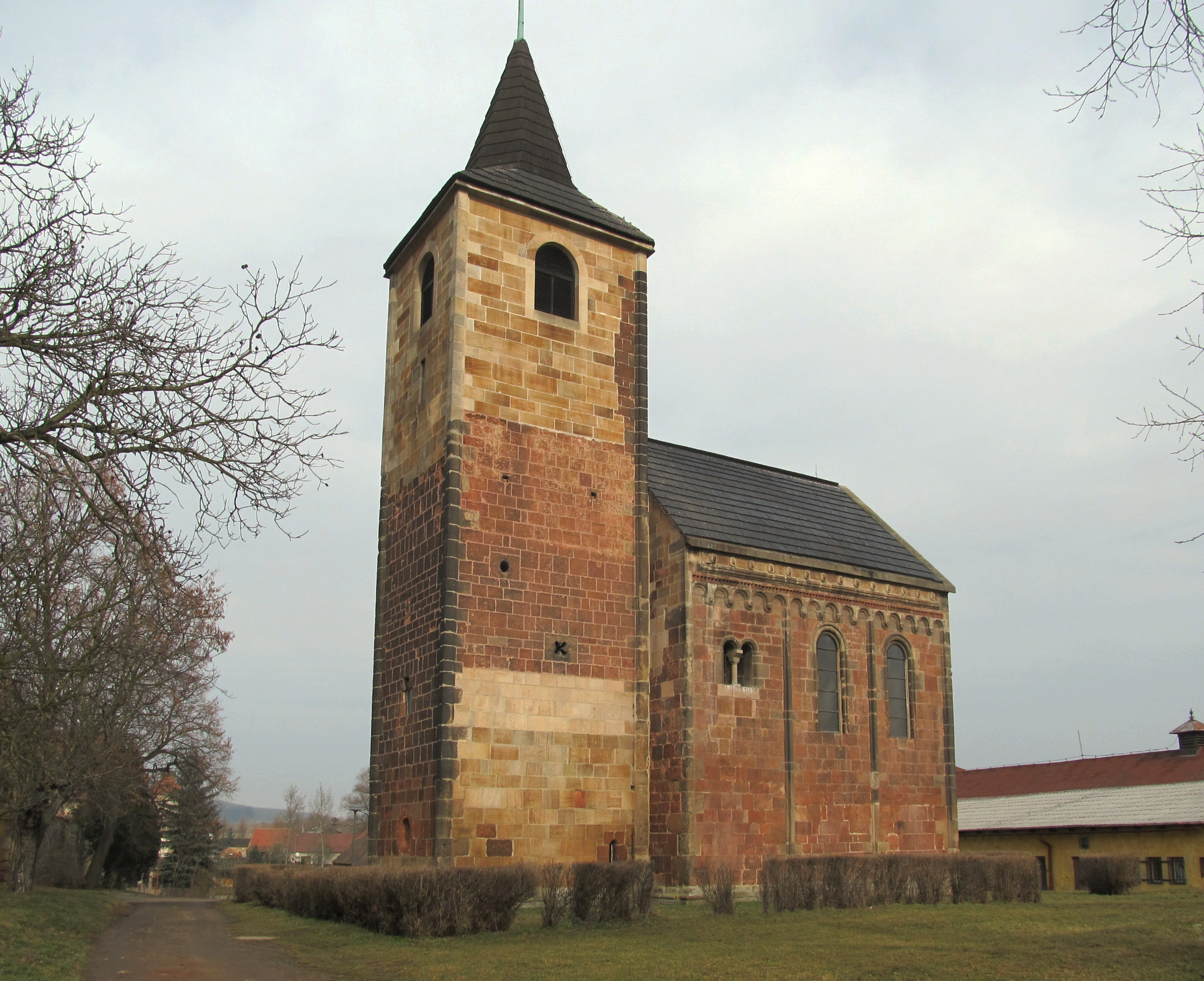
Jakobskirche (romanischer Baustil)

Die erste urkundliche Erwähnung von Vroutek stammt aus dem Jahr 1227 als Kojata IV. von Hrabischitz den Ort dem Kloster Zderaz stiftete. Im 14. Jahrhundert war Vroutek Zentrum eines Kirchengutes und erhielt wahrscheinlich in dieser Zeit auch seine Stadtrechte. 1393 wurde das Benediktinerkloster Porta Apostolorum Besitzer von Vroutek. Nach der Zerstörung des Klosters durch die Hussiten im Jahre 1420 besetzte Jakoubek z Vřesovic Vroutek, das auch von der Stadt Žatec beansprucht wurde. 1437 erwarb Alesch von Schönburg Vroutek. Die Fehde mit der Stadt Saaz wurde schließlich 1441 mit der Schleifung der Feste Vroutek durch die Saazer beendet.
Seit 1510 war Vroutek Besitz der Herren z Údrče und 1535 erwarb Sebastian von Weitmühl einen Teil der Stadt. Ab 1548 gehörte Vroutek Johann Waldemar von Lobkowitz und ab 1588 Radslav Vchynský von Vchynic, der es ein Jahr später an Vladislav von Hrobschitz verkaufte. Im Jahre 1599 brannte die Stadt nieder. Bis 1628 gehörte Vroutek den Hrobschitzern und 1631 wurde Hermann Czernin von Chudenitz auf Petersburg neuer Besitzer. Während des Dreißigjährigen Krieges wurde Vroutek 1645 von schwedischen Truppen verwüstet. Zur Wiederbesiedlung der Stadt holten die Czernin von Chudenitz deutsche Siedler ins Land. Ältere eingedeutschte Formen des Ortsnamens sind Rudik, Rutth, Wratek, Prautek, Wrutek und Wrautek.
Im Jahr 1721 entstand die erste Schule und in der Mitte des 18. Jahrhunderts wurde in Rudig eine Brauerei und zwei Mühlen betrieben. 1802 wurde Rudig zur Garnisonsstadt. 1826 hatte Rudig 910 Einwohner. Bis zur Ablösung der Patrimonialherrschaften im Jahr 1848 gehörte Rudig zur Herrschaft Petersburg und wurde dann zur selbstständigen Stadt. 1873 fuhr die erste Eisenbahn auf der Strecke von Prag nach Dux durch Rudig. 1921 lebten 1806 Menschen in der Stadt, davon waren 95 % Deutsche. 1922 entstand eine tschechische Minderheitenschule. 1930 hatte die Stadt 2148 Einwohner und 1950 waren es 1231.
Nach dem Münchner Abkommen erfolgte die Angliederung der Stadt Rudig an das Deutsche Reich als Teil des Landkreises Podersam, Regierungsbezirk Eger, im Reichsgau Sudetenland.
Nach dem Zweiten Weltkrieg wurde die deutsche Bevölkerung vertrieben, und es wurden Wolhynientschechen angesiedelt.

### Demographie
| Jahr | Einwohner | Anmerkungen                   |
| ---- | --------- | ----------------------------- |
| 1785 | 0 k. A.   | 155 Häuser                    |
| 1830 | 0899      | in 198 Häusern                |
| 1843 | 0942      | in 216 Häusern                |
| 1869 | 1198      |                               |
| 1880 | 1496      |                               |
| 1890 | 1573      |                               |
| 1900 | 1849      |                               |
| 1910 | 1838      |                               |
| 1921 | 1806      | davon 1708 deutsche Einwohner |
| 1930 | 2148      | [ 9 ]                         |
| 1939 | 2152      | [ 9 ]                         |

| Jahr      | 1950 | 1961 | 1970 | 1980 | 1991 | 2001 | 2011 |
| Einwohner | 1231 | 1460 | 1363 | 1543 | 1627 | 1626 | 1613 |

## Ortsgliederung
Die Stadt Vroutek besteht aus den Ortsteilen Lužec (Lust), Mlýnce (Linz), Mukoděly (Mokotil), Skytaly (Skytal), Vesce (Wes), Vidhostice (Widhostitz), Vrbička (Klein Fürwitz) und Vroutek (Rudig). Das Gemeindegebiet gliedert sich in die Katastralbezirke Lužec, Mukoděly, Skytaly, Vesce u Drahonic, Vidhostice, Vrbička und Vroutek. Zu Vroutek gehören außerdem die Einschichten Kružín (Chruschina), Dvorek (Gela), Hlína bzw. Lina (Lihna), Mlýn und U Valova.

## Sehenswürdigkeiten

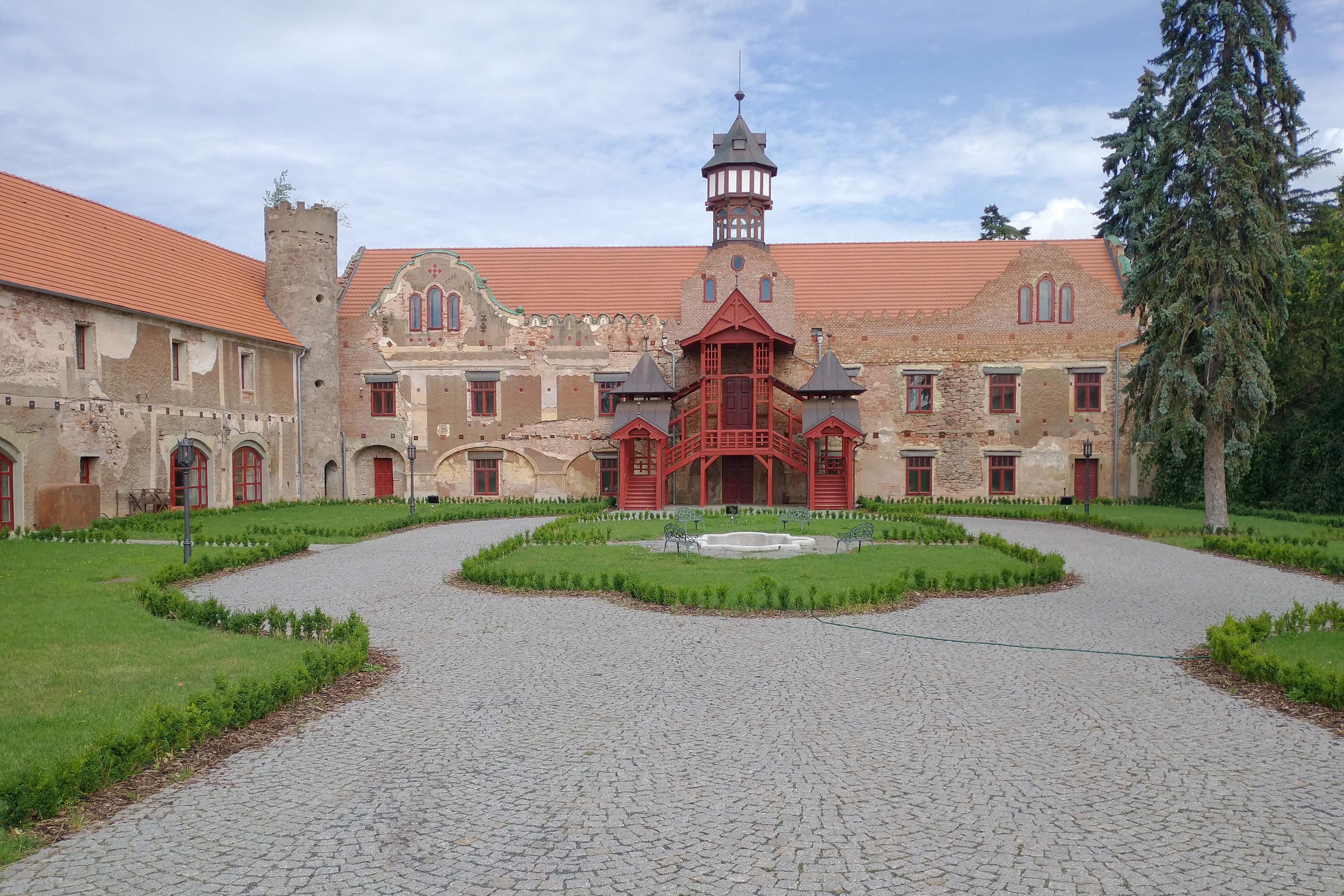
Schloss Lust im Ortsteil Lužec

- Kirche Jacobus des Älteren, erbaut um 1220
- Kirche Johannes des Täufers, 1726 errichtet
- Pestsäule auf dem Marktplatz, die Figurengruppe mit Pieta wurde 1711 aufgestellt
- Schloss Lust im Ortsteil Lust (Lužec), seit den 2010er Jahren in Rekonstruktion
- Ruine Lina

## Persönlichkeiten

### Söhne und Töchter der Stadt
- Gregor Ritzsch (1584–1643), Buchdrucker und Kirchenliederdichter, geboren in Skytal
- Hubert Titlbach (1813–1890), Mediziner, Landtagsabgeordneter und Bürgermeister der Stadt Saaz
- Franz Schreiter (1861–1935), österreichischer Politiker

### Personen mit Bezug zur Stadt
- Karl Viererbl (1903–1945), Journalist und Politiker (DNSAP/NSDAP), starb hier in der Haft